# Roger Pontare
Roger Pontare (n. 17 de octubre de 1951) es un cantante sueco.
En la década de los 60 comenzó a tocar la guitarra en la banda St. Pauls. Después, entró a formar parte del grupo de rock sinfónico, Nebulosa. Poco después, marcharía a Estocolmo donde actuó en varios clubes, así como de batería en diferentes formaciones.
Su gran oportunidad vino al interpretar el papel de Judas en el musical "Jesus Christ Superstar". Más tarde, con la victoria en el Melodifestivalen 1994 junto a Marie Bergman obtuvo el pasaporte para representar a su país en la edición de Eurovisión celebrada en Dublín. Su tema "Stjärnorna" ("Las Estrellas") obtuvo la decimotercera posición.
Cinco años más tarde, regresaría al Melodifestivalen con el tema "Som Av Is" ("Como De Hielo"), quedando en quinta posición. En 2000 correría más suerte, al resultar vencedor en dicha preselección, y poder representar a su país en el Festival de la Canción de Eurovisión 2000 con el tema "When Spirits Are Calling My Name".
Desde entonces, ha publicado dos nuevos álbumes: "I Vargens Spår" y "Den Stora Friheten". 